# Philip Delaquis

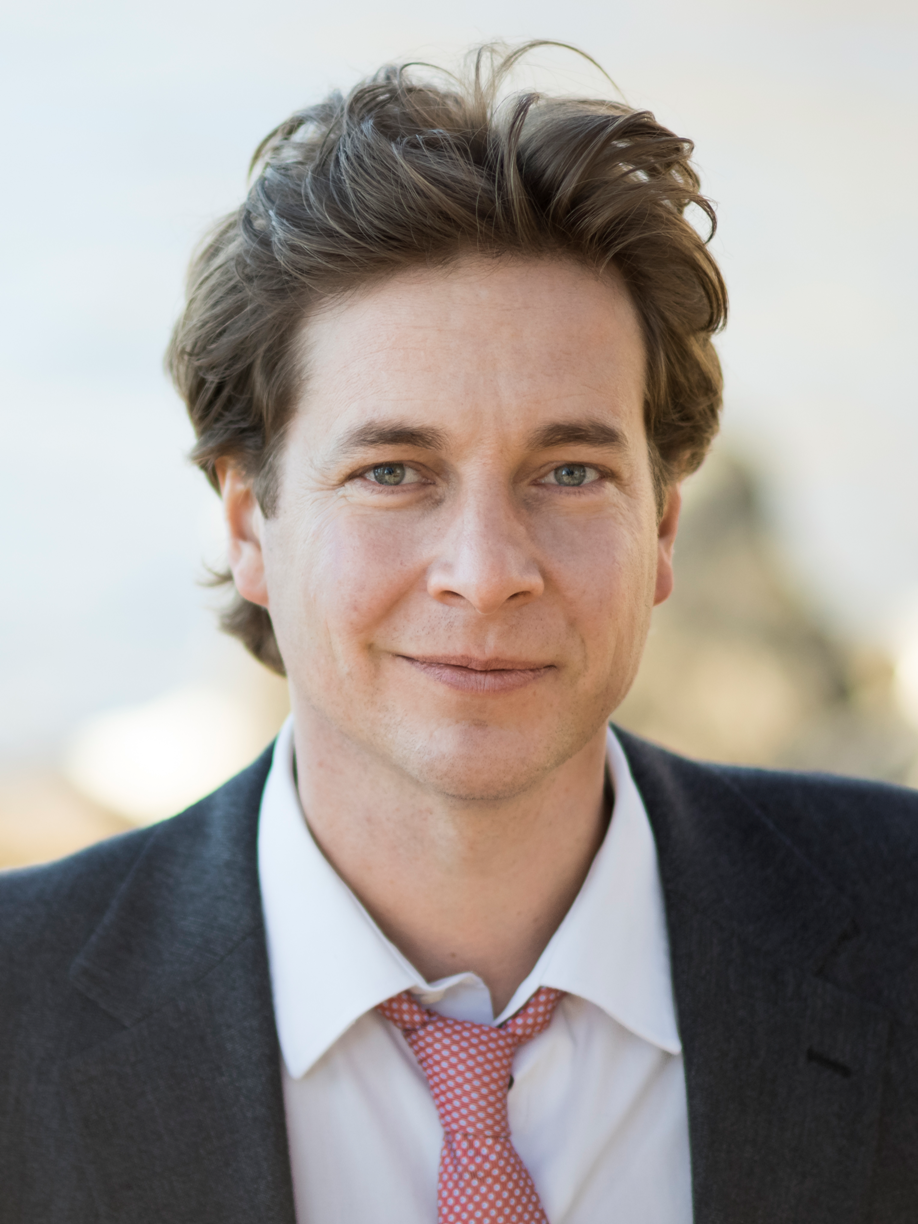
Philip Delaquis (2013)

Philip Delaquis (* 29. Juli 1974 in Bern) ist ein Schweizer Film- und Theaterproduzent. Delaquis ist Mitglied der Schweizer und Europäischen Filmakademie.

## Leben
Philip Delaquis stammt aus einer schweizerisch-tschechischen Familie und studierte an der Universität Bern und an der Humboldt-Universität zu Berlin Betriebswirtschaften und Medienwissenschaften. Bereits während seines Studiums organisierte er kleine Filmfestivals und entwickelte und produzierte von 2005 bis 2009 den Nachwuchsfilmwettbewerb Talent Screen. Nach seiner zehnjährigen Arbeit für das Schweizer Fernsehen (SRG SSR), unter anderem als Produzent und Einkäufer für Naturdokumentationen, gründete er im Jahr 2005 zusammen mit Min Li Marti und Stefan Zuber die Zürcher Produktionsfirma Das Kollektiv für audiovisuelle Werke GmbH. Dieses Unternehmen produzierte mehrere preisgekrönte Filme, unter anderem den Film Forbidden Voices (2012), der mit dem Amnesty International Award und dem WACC-SIGNIS Award ausgezeichnet und für den Schweizer Filmpreis nominiert wurde. Ebenso stammen aus dieser Produktionsfirma der in über zehn europäischen Ländern erfolgreich lancierte Kinofilm Yaloms Anleitung zum Glücklichsein (2014) und GURU – Bhagwan, sein Sekretär & sein Bodyguard (2011). Beide Filme waren für den Schweizer Filmpreis nominiert. Eine weitere Filmproduktion war der mit zehn internationalen Preisen ausgezeichnete Spielfilm Soundless Wind Chime (2009) von Kit Hung, der im offiziellen Programm der Berlinale uraufgeführt wurde. 2014 gründete Delaquis zusammen mit Barbara Miller die Produktionsgesellschaft Mons Veneris Films GmbH.
Delaquis entwickelte und produzierte die Musical-Produktionen Dällebach Kari – Das Musical (2010), das bei den Thuner Seespielen mit 75'000 Zuschauern debütierte, danach in Zürich im Theater 11 und in Bern im Ewigi Liebi Theater lief und diverse Preise erhielt, unter anderem einen Prix Walo. Ein Jahr später folgte Gotthelf – Das Musical (2011) von Charles Lewinsky und Markus Schönholzer sowie Der Besuch der alten Dame – Das Musical (2013), das bei den Thuner Seespielen und im Ronacher Theater in Wien aufgeführt wurde.
2015 ging das Musical in Japan auf Tournee, und 2016 folgte im Theater Creation in Tokio die Wiederaufnahme.
2024 realisierte Delaquis in Zusammenarbeit mit Richard Gere und Oren Moverman die schweizerisch-amerikanische Kinoproduktion Wisdom of Happiness, ein Film mit und über den 14. Dalai Lama. Die Weltpremiere feierte der Film am 8. Oktober 2024 in Anwesenheit von Stargast Richard Gere und Jetsun Pema (Schwester des Dalai Lama) am Zurich Film Festival.

## Privatleben
Philip Delaquis ist seit 2014 mit der Kostümbildnerin Mareike Delaquis Porschka verheiratet. Zusammen haben sie einen Sohn (* 2014) und eine Tochter (* 2017). Die Familie wohnt im Kanton Bern.

## Produktionen
- 2006: One Love – Jürg Halter vs Kutti MC (TV-Dokumentarfilm)
- 2007: Giraffes don’t go to Heaven (Animationsfilm)
- 2008: FC Murmeli (Animationsfilm)
- 2008: Sunny Hill (Kinospielfilm)
- 2009: Soundless Wind Chime (Kinospielfilm)
- 2009: Die kleine Monsterin (TV-Serie animiert)
- 2010: GURU: Bhagwan, His Secretary & His Bodyguard (Kinodokumentarfilm)
- 2011: Dällebach Kari – Das Musical
- 2011: Gotthelf – Das Musical
- 2012: Forbidden Voices (Kinodokumentarfilm)
- 2013: Der Besuch der alten Dame – Das Musical
- 2014: Friedrich Dürrenmatt im Labyrinth (TV-Dokumentarfilm)
- 2014: Yalom’s Cure (Kinodokumentarfilm)
- 2015: Dürrenmatt – eine Liebesgeschichte (Kinodokumentarfilm)
- 2016: Emily Kempin-Spiry (TV-Dokumentarfilm)
- 2017: The Female Touch (Kinodokumentarfilm)
- 2018: Paradise War (Kinospielfilm in Koproduktion mit A Film Company)[15]
- 2018: #Female Pleasure (Kinodokumentarfilm)
- 2019: Bruno Manser – Die Stimme des Regenwaldes[16]
- 2024: Wisdom of Happiness (Kinodokumentarfilm, Co-Regie Barbara Miller)

## Auszeichnungen
- 2002: Schmeller-Preis der Volkswirtschaftlichen Gesellschaft für die Lizentiatsarbeit Kinofilmverleih in der Schweiz – Analyse der Marksituation und deren Entwicklung (Universität Bern / Institut für Marketing und Unternehmensführung)
- 2009: Premio del Jurado, Mejor Dirección and Mejor Actor für Soundless Wind Chime (Festival internacional de cine lesbico gai y transexual de Madrid)
- 2009: Grand Prix du Jury, Meilleur long métrage für Soundless Wind Chime (Festival image+nation Montréal)
- 2009: Publikumspreis und Lobende Erwähnung der Jury Bester Spielfilm und New Director für Soundless Wind Chime (Lovers Film Festival - Torino LGBTQI Visions)
- 2011: Schweizer Filmpreis, Nominierung Bester Dokumentarfilm  für GURU: Bhagwan, His Secretary & His Bodyguard[17]
- 2011: Prix Walo und vier Goldene Scheinwerfer Awards für Dällebach Kari – The Musical[18][19]
- 2012: Amnesty International Award für Forbidden Voices (San Sebastian Human Rights Film Festival)
- 2012: WACC-SIGNIS Menschenrechtspreis für Forbidden Voices (Toronto)
- 2012: Schweizer Filmpreis, Nominierung Bester Dokumentarfilm für Forbidden Voices
- 2013: Prix de Soleure, Nomination für Forbidden Voices (Solothurner Filmtage)
- 2015: Schweizer Filmpreis, Nominierung Bester Dokumentarfilm und Bester Score für Yalom's Cure
- 2017: IWC Filmmaker Award für Paradise War (Zurich Film Festival)[20]